# Бардина, Мария Дмитриевна
Мари́я Дми́триевна Ба́рдина (в девичестве Што́порова) (1926—2012) — советская передовик производства, старший мастер Рязанского кожевенного завода имени Октябрьской революции Министерства лёгкой промышленности СССР, Герой Социалистического Труда (1966).

## Биография
Мария Дмитриевна Бардина родилась 9 марта 1926 года в деревне Мелекшино Рязанского уезда Рязанской губернии в крестьянской семье. У её родителей Дмитрия Григорьевича и Ольги Тихоновны Штопоровых было пятеро детей: три сына и две дочери. Мария училась в местной школе. В 1941 году, когда началась Великая Отечественная война, была направлена на рытьё противотанковых окопов возле города Лебедянь.
С 1946 года, работая на кожкомбинате, училась в Московском кожевенно-обувном техникуме, который с отличием окончила в 1949 году. Получила специальность технолога и распределилась на Рязанский кожевенный завод. Работая мастером, старшим мастером, в совершенстве освоила все операции в отделочном цехе.
За выдающиеся заслуги в выполнении заданий семилетнего плана и достижение высоких технико-экономических показателейстаршему мастеру М. Д. Бардиной Указом Президиума Верховного Совета СССР от 9 июня 1966 года присвоено звание Героя Социалистического Труда с вручением ордена Ленина и золотой медали «Серп и Молот».
В 1967 году была назначена начальником отделочного цеха и руководила коллективом 15 лет. М. Д. Бардина принимала активное участие в работе по модернизации и техническому перевооружению цеха, будучи автором 16 рационализаторских предложений. Награждена бронзовой медалью ВДНХ и ценным подарком. В честь 100-летия В. И. Ленина награждена юбилейной медалью.
На протяжении многих лет М. Д. Бардина занималась подготовкой квалифицированных кадров для предприятия. Она возглавляла школу передовых методов труда, через которую прошли более 100 рабочих. Выйдя на пенсию, продолжала трудиться мастером производственного обучения до 1988 года. 24 октября 1988 года удостоена звания Почётного гражданина города Рязани.
Помимо производственной деятельности, активно занималась общественной работой. В разные годы М. Д. Бардина была депутатом Рязанского горсовета народных депутатов, секретарём комитета ВЛКСМ кожевенного завода, заместителем секретаря партийного бюро, членом бюро Железнодорожного райкома КПСС. Она избиралась в ЦК профсоюза работников текстильной и лёгкой промышленности, членом президиума Рязанского областного совета профсоюзов. 18 лет состояла в Комитете советских женщин, была членом президиума Советского комитета защиты мира.
Умерла 29 марта 2012 года на 87-м году жизни. Похоронена на Скорбященском кладбище Рязани на Аллее Почётных граждан.